# Marius Chivu
Marius Chivu, född 1978, är en rumänsk författare, poet, essäist och litteraturkritiker som bland annat medverkat i Svenska Akademiens antologibok Det sköna med skönlitteraturen 2: modernt och omodernt men samtida som gavs ut på Norstedts 2012. Han var den första att motta Bok&Biblioteks Villa Martinsonstipendium.